# Marostica
Marostica är en ort och kommun i provinsen Vicenza i regionen Veneto i Italien. Kommunen hade 14 038 invånare (2018).